# Анастас Лозанчев
Анастас Димитров (Димев) Лозанчев е български революционер, деец на националноосвободителното движение в Македония и основател на революционната мрежа на Вътрешната македоно-одринска революционна организация в Битолско. Използва псевдоними като Гроздан, Гроздин, Гроздев, Лозан Баба, Насто Димов, Сушко, Ташко.

## Биография
Роден е в град Битоля на 8 април 1870 година в семейството на Диме и Анча Лозанчеви. Брат е на Кирил Лозанчев. Завършва V клас в Солунската българска мъжка гимназия през 1885 година, но поради болест напуска, след което изучава фотография в София при Димитър Карастоянов. През 1891 – 1893 г. е учител в битолските села Смилево и Могила, а след това е фотограф в Битоля. Един от първите членове на ВМОРО в Битолско. Като член на окръжния комитет на ВМОРО в Битоля активно спомага за изграждането на революционната мрежа в централните и западни части на Македония. Там работи заедно с Пере Тошев, а по-късно е в местния комитет с Георги Попхристов и Георги Пешков. Когато последните двама са арестувани по време на Йосифовата афера, Анастас Лозанчев остава сам да ръководи комитета. През това време се жени за съпругата си Параскева Лозанчева.
Делегат е на Солунския конгрес на ВМОРО през януари 1903 г., на който се взима решение за въоръжено въстание. На Смилевския конгрес на Битолския окръг на ВМОРО заедно с Борис Сарафов и Даме Груев е избран за член на Главния щаб на предстоящето Илинденско въстание. Първото му сражение е над село Цапари край местността Бора в началото на юли 1903 г. След неуспешния край на Илинденско-Преображенското въстание, до септември 1904 г., обикаля с чети Охридско и Дебърско.
От 1904 г. до 1908 г. живее в България. Участва в подготовката на „Мемоар на Вътрешната организация“. След Младотурската революция през 1908 г. се връща в Македония, където живее до окончателното установяване на сръбската власт през 1913 година, след което се установява в София и се занимава предимно с индустриална дейност да края на живота си. През 1917 година подписва Мемоара на българи от Македония от 27 декември 1917 година.
В периода между двете световни войни участва в дейността на македонските емигрантски организации в България. Представител е на Битолското братство на Учредителния събор на Съюза на македонските емигрантски организации, проведен в София от 22 до 25 ноември 1918 година.
След освобождението на Вардарска Македония през 1941 година се установява там. През 1943 година участва активно в масовото честване на 40-а годишнина от Илинденското въстание в Битоля и открива фонд „Паметник за Илинденското въстание“, за който дарява 10 000 лева лични средства. В списание Илюстрация Илинден публикува статия озаглавена „Как се достигна до Илинденското въстание, и неговото значение“, в която пише:
| „ | Горд може да бъде целият български народ с въстанието, но още по-горда требва да бъде Битоля, защото тя беше сърцето откъдето се ръководеше сложната организационна машина. Горд требва да бъде българският народ, защото всички тук останаха верни до край на своята клетва, верни на своите водачи... Целият български народ, а най-вече Битолчани, требва да въздигнат паметник на безсмъртните герои, които пожертваха живота си за свободата на тоя мил народ с велика душа, с несъкрушим дух, който презре всичко мило тук на този свят. Паметникът трябва да бъде висок, по-висок от Пелистер, за да го гледа целият български народ и да се вдъхновява от него. Той трябва да бъде висок, за да го гледат и народните неприятели, които толкова са се гаврили с тоя народ и той пак остана на крака. | “ |

В края на 1944 година или началото на 1945 година издава мемоар „Автономна Македония“, когато Вардарска Македония е вече върната на Югославия.

В своето политическо завещание пише: 
| „ | Не само не одобрявам, но и протестирам против оня повик срещу всичко българско, не могат нашите синове, па макар и да стоят на най-високото място като Негово Превъзходителство г. Лазар Кулишевски... не може и моят приятел Дим. Влахов да ни учат, че ний сме само македонци, а не македонски българи. Лично аз съм българин отпреди да е имало Българска екзархия и българска държава. | “ |

Умира на 9 ноември 1945 година в София. Негов личен архивен фонд се съхранява в Държавна агенция „Архиви“.
Погребан е в Централните софийски гробища.